# Kuo Heng-yü
Kuo Heng-yü  (* 1929 in Qingdao; † 16. Mai 2011 in Berlin) war ein chinesischer Sinologe.

## Leben
Er studierte Politologie und Zeitungswissenschaften in Japan und China und von 1959 bis 1963 Publizistik und Neuere Geschichte an der Universität Münster und der FU Berlin. Nach der  Promotion am 11. Juni 1963 zum Dr. phil. wurde er 1964 Mitarbeiter der Redaktion Ostasien bei der Deutschen Welle in Köln und 1964 wissenschaftlicher Assistent am Ostasiatischen Seminar der FU Berlin. Von 1971 bis 1994 war er Professor am Ostasiatischen Seminar der FU Berlin.

## Schriften (Auswahl)
- China und die „Barbaren“. Eine geistesgeschichtliche Standortbestimmung. Frankfurt am Main 1967, OCLC 73812143.
- Maos Weg zur Macht und die Komintern. Am Beispiel der „Antijapanischen Nationalen Einheitsfront“ 1931–1938. Mit der Schrift „Über die neue Periode“ von Mao Tse-tung und anderen Dokumenten. Paderborn 1975, ISBN 3-506-77436-0.
- Die neue Gesellschaft in China. Die inneren Auseinandersetzungen und Kämpfe um die Neugestaltung Chinas. Paderborn 1976, ISBN 3-506-23508-7.
- Die Komintern und die Chinesische Revolution. Die Einheitsfront zwischen der KP Chinas und der Kuomintang 1924–1927. Paderborn 1979, ISBN 3-506-77448-4.
- Der Ewige Fluß – Chinesische Erzählungen aus Taiwan. Berliner China-Studien, Band 9. Minerva-Publikation. München 1986, ISBN 3-597-10465-7.